# Villers-sous-Bonchamp
Pour les articles homonymes, voir Villers.
Villers-sous-Bonchamp est une ancienne commune française du département de la Meuse en région Grand Est.

## Histoire
Le 25 février 1965, la commune de Villers-sous-Bonchamp est rattachée sous le régime de la fusion simple à celle de Mont-sous-les-Côtes qui devient Mont-Villers. Le 1er janvier 1977, Mont-Villers est rattachée à Bonzée.

## Démographie
| 1896 | 1906 | 1926 | 1936 | 1946 | 1954 | 1962 |
| ---- | ---- | ---- | ---- | ---- | ---- | ---- |
| 59   | 52   | 33   | 33   | 30   | 32   | 36   |